# Бурба Володимир Трохимович
Володимир Трохимович Бурба (1918—1944) — Гвардії лейтенант Робітничо-селянської Червоної Армії, учасник другої світової війни, Герой Радянського Союзу (1945).

## Біографія
Володимир Бурба народився в 1918 році в місті Радомишль, УНР (нині — Житомирська область України) в робітничій сім'ї. Закінчив середню школу. У 1938—1940 роках проходив службу в Робітничо-селянській Червоній Армії.
У 1941 році Бурба закінчив другий курс Ленінградського кораблебудівного інституту. В червні 1941 року був повторно призваний до армії. У 1942 році вступив у ВКП(б). З того ж року — на фронтах другої світової війни. Брав участь у боях на Південному, Південно-Західному, 3-му Українському та 1-му Білоруському фронтах.
В 1942 році закінчив курси «Выстрел». До серпня 1944 року гвардії лейтенант Володимир Бурба командував стрілецькою ротою 220-го гвардійського стрілецького полку (79-ї гвардійської стрілецької дивізії, 28-го гвардійського стрілецького корпусу, 8-ї гвардійської армії 1-го Білоруського фронту). Відзначився під час форсування Вісли.
1 серпня 1944 року рота Бурби форсувала Віслу на південний схід від Варшави. Протягом дня бійці відбивали німецькі контратаки. На другий день після масованих авіанальотів німецькі війська зробили нові контратаки. Шість атак було відбито за другий день. Під час сьомої контратаки, коли позиції роти атакували 17 танків, Бурба в криком: «Смерть фашизму! Помремо, але не відступимо!» — кинувся до танків і підірвав гранатами два з них. 7 серпня 1944 року, коли німецькі війська в черговий раз атакували позиції роти, Бурба знищив один танк зв'язкою гранат, а під другу кинувся сам з ще однією зв'язкою в руках. Танк був знищений, але і сам Бурба при цьому вибуху загинув. Подвиг Бурби дозволив відбити цю атаку, а до вечора до залишків роти підійшли підкріплення. Володимир Бурба був похований в селі Мушковичі Варшавського воєводства Польщі.

## Нагороди
Указом Президії Верховної Ради СРСР від 24 березня 1945 року за «безприкладний подвиг в боях з німецько-фашистськими загарбниками на плацдармі за річкою Вісла» гвардії лейтенант Володимир Бурба посмертно був удостоєний звання Героя Радянського Союзу. Також був нагороджений орденами Леніна і Червоної Зірки.

## Пам'ять
В честь Бурби названа вулиця в Радомишлі. На пам'ятнику Героям Радянського Союзу — уродженців Радомишльського району — викарбовано ім'я Бурби.